# Миллер, Кэролайн Паффорд
Кэролайн Паффорд Миллер (26 августа 1903 — 12 июля 1992) — американская писательница. Она собрала сказки, рассказы и архаичные диалекты сельских общин в своем родном штате Джорджия в конце 1920-х и начале 1930-х годов, и вплела их в свой первый роман «Ягненок на груди» (англ. Lamb in His Bosom), за который получила Пулитцеровскую премию за художественную литературу в 1934 году и французскую литературную премию Фемина в 1935 году. Став первым лауреатом премии за художественную литературу родом из Джорджии, она вдохновила издательство Macmillan Publishers на поиск большего количества писателей с юга. Это привело к открытию Маргарет Митчелл, чей первый роман «Унесенные ветром» также получил Пулитцеровскую премию за художественную литературу в 1937 году. В 2007 году Миллер была включена в Зал славы писателей Джорджии.

## Ранние годы и образование
Кэролайн Паффорд родилась 26 августа 1903 года в Уэйкроссе, штат Джорджия, в семье Элиаса Паффорда и Леви Зана (Холл) Паффорд. Она была младшей из семи детей. Ее отец был методистским священником и школьным учителем, он умер, когда она училась в средней школе. Ее мать умерла, когда Кэролайн училась в предпоследнем классе средней школы. Оставшиеся годы учебы в школе ее воспитывали старшие сестры.
В старших классах школы Кэролайн проявляла интерес к писательству и исполнительскому искусству. Она никогда не училась в колледже. После окончания средней школы она вышла замуж за Уильяма Д. Миллера, который был ее учителем английского языка, и переехала в Баксли, штат Джорджия, в конце 1920-х годов, где ее муж в конечном итоге стал управляющим школ. Уильям Миллер познакомил Кэролайн с классической литературой. У пары родилось трое сыновей, двое из которых были близнецами. В первые годы замужества, воспитывая детей и выполняя домашние обязанности, Миллер писала короткие рассказы; этим она занималась еще со старших классов школы. Истории были хорошо приняты, и небольшие суммы, которые она получала, пополняли семейный доход.

## Первый роман и Пулитцеровская премия
Миллер собрала большую часть материала для романа Lamb in His Bosom, когда покупала кур и яйца в глуши. Она записывала свои местные исследования и генеалогию в блокнот, пока путешествовала по сельской местности Южной Джорджии. Миллер собрала народные сказки и устные семейные истории, а также идиоматические выражения, которые в конечном итоге окрасили текст ее романа. Её начальный вариант рукописи был выполнен, когда «возвращаясь в Баксли, она заходила в аптеку Barnes Drugstore, заказывала кока-колу и записывала истории, которые слышала во время дневной поездки». Затем она медленно дополняла свой роман в тихие вечерние часы за кухонным столом. Помимо историй из глуши, Миллер также черпала вдохновение в историях женщин из своей собственной семьи.
Завершив работу над романом, Миллер начала искать издателя. Во время этих поисков она познакомилась с лауреатом Пулитцеровской премии Джулией Петеркин, которая прочитала и переслала рукопись Миллер Lamb in His Bosom своему агенту. Харпер опубликовал книгу в 1933 году.
Lamb in His Bosom — это история о борьбе бедных белых поселенцев в регионе Вайрграсс на юге Джорджии в девятнадцатом веке. После публикации литературные критики приветствовали произведение, назвав его «региональным историческим реализмом». Критик The New York Times Луи Кроненбергер сказал, что роман «обладает удивительной свежестью; не просто свежестью нового писателя, но свежестью нового мира. Кажется, что всё это произошло где-то далеко и давно, но миссис Миллер сумела точно передать это здесь и сделать это в своём роде неувядающим». Роман описывают как «один из наиболее высоко оцененных критиками первых романов периода Южного Возрождения».
7 мая 1934 года в Колумбийском университете ей была вручена Пулитцеровская премия за художественную литературу. Обращаясь к аудитории, Миллер сказала, что «она чувствовала себя Золушкой, а успех ее книги казался ей сказкой». Маргарет Митчелл написала Миллер: «Ваша книга, несомненно, является величайшей из когда-либо написанных на Юге о южанах, и это моя любимая книга». В 1935 году Миллер также была удостоена французской литературной премии Фемина.

## Развод и второй брак
Новообретенная известность, которая одновременно и радовала, и обременяла нового лауреата Пулитцеровской премии, оказалась стрессом для директора сельской школы в Джорджии и его жены. Обязательства и внимание, возложенные на Кэролайн, были несовместимы с тихим, простым существованием, которым они с Уильямом наслаждались до ее славы. В 1936 году Миллеры развелись. Год спустя Кэролайн снова вышла замуж за Клайда Х. Рэя-младшего, торговца антиквариатом и флориста. Она переехала с ним в город Уэйнсвилл в Северной Каролине, где Кэролайн работала в семейном бизнесе, продолжая писать короткие рассказы и статьи для газет и журналов, таких как Pictorial Review и Ladies' Home Journal. У них были дочь и сын.

## Поздние годы
В 1944 году Миллер закончила свой второй роман Lebanon, который получил неоднозначные отзывы критиков. Хотя новый роман и построен по образцу ее более ранних работ, действие которых происходит в сельской местности Джорджии, в нем присутствует романтическая сюжетная линия, которую критиковали как неловкую и нереалистичную.
После смерти второго мужа Миллер переехала в отдаленный дом в горах. В последующие десятилетия Миллер продолжала писать и завершила несколько рукописей. Но она никогда не стремилась их публиковать. Большую часть времени она вела тихую, уединенную жизнь в своем сельском доме на западе Северной Каролины.

## Смерть и наследие
12 июля 1992 года Миллер умерла в Уэйнсвилле, Северная Каролина, в возрасте 88 лет и была похоронена на кладбище Грин-Хилл. У нее остались дочь и трое из четырех сыновей. Ее первый роман вновь обрел популярность через год после ее смерти, когда издательство Peachtree Publishers переиздало Lamb in His Bosom с новым послесловием историка Элизабет Фокс-Дженовезе. По собственному определению Миллер, она получила величайшую награду, которую может получить писатель: «знание того, что после смерти он оставит после себя лучшую часть себя».
Миллер была удостоена чести быть включенным в Зал славы писателей Джорджии. В 1991 году город Баксли почтил ее память празднованием Дня Кэролайн Миллер.

## Работы
- Lamb in His Bosom ( Harper & Brothers, 1933)
- Lebanon ( Doubleday, Doran and Company, 1944)